# Orgilus inopinus
Orgilus inopinus är en stekelart som beskrevs av Muesebeck 1970. Orgilus inopinus ingår i släktet Orgilus och familjen bracksteklar. Inga underarter finns listade i Catalogue of Life.